# Leaf Hound
Leaf Hound — английская хард-рок-группа, образованная в 1970 году из группы Black Cat Bones, игравшей тяжёлый блюз-рок. Их дебютный альбом 1971 года Growers of Mushroom описывается как смесь хеви-метала, хард-рока, психоделического рока и стоунер-рока, и оказал влияние на эти жанры. Их часто называют первопроходцами хеви-метала, хард-рока, психоделического рока и стоунер-рока. Вскоре после записи альбома группа распалась. Вокалист Питер Френч возродил группу в новом составе в 2004 году, и они выпустили студийный альбом в 2007 году и концертный альбом в 2014 году.

## История

### 1970-1971: Оригинальный запуск
Группа Leaf Hound была основана из возрожденного состава блюз-рок-группы Black Cat Bones, выпустившей свой единственный альбом Barbed Wire Sandwich в феврале 1970 года. К 1970 году британский блюзовый бум пошел на спад, и альбом продавался плохо. Вскоре после релиза группу покинул вокалист, которого заменил Питер Френч. Гитарист Род Прайс вскоре присоединился к Foghat, а Френч пригласил своего кузена Мика Холлса на гитаре. Кит Джордж Янг присоединился к группе на ударных. Вскоре после этого Френч сменил название группы на Leaf Hound, взяв его в честь рассказа ужасов Рэя Брэдбери «Посланник» о собаке, вернувшейся из мёртвых, покрытой листьями. На тот момент группа состояла из Френча (вокал), Холлса (соло-гитара), братьев Дерека и Стюарта Брукса (ритм-гитара и бас соответственно) и Янга (ударные).
Они записали Growers of Mushroom в студии Spot Studios в Мейфэре, Лондон, за одну одиннадцатичасовую сессию в конце 1970 года. Вскоре после этого Холлс сказал Френчу, что им больше не нужен ритм-гитарист Дерек Брукс, так как Холлс мог играть на гитаре за обоих, поэтому они попросили его покинуть группу. Его брат Стюарт вскоре тоже ушёл, и его заменил Рон Томас на бас-гитаре. Группа гастролировала по Европе в составе квартета и выпустила сингл «Drowned My Life in Fear» и альбом Leaf Hound в Германии на лейбле Telefunken. Вскоре после этого на лейбле Decca вышел альбом Growers of Mushroom (включавший все треки с одноимённого первого альбома, а также дополнительные треки), но к этому времени Френч уже ушёл, чтобы присоединиться к Atomic Rooster для записи их альбома In Hearing of. Позже Френч также присоединился к американской хард-рок-группе Cactus для написания и записи альбома ’Ot ’n’ Sweaty на Atlantic Records. В последующие годы альбом Growers of Mushroom стал предметом коллекционирования и был признан журналом Q самым коллекционным рок-альбомом.

### 2004-настоящее время: Реформация и новая музыка
В 2004 году Питер Френч реформировал группу с новым составом, включив в него гитариста Люка Рейнера. В 2006 году они выпустили ограниченный 7-дюймовый сингл на лейбле Rise Above Records, включающий концертную версию «Freelance Fiend», записанную в Сохо, Лондон, в сентябре 2005 года. Би-сайд взят из той же записи.
Leaf Hound выпустили свой второй студийный альбом Unleashed 12 ноября 2007 года, спустя 36 лет после дебютного, на лейбле Rare Recording. Он включает восемь новых композиций и переработанную версию песни Atomic Rooster «Breakthrough». Альбом был высоко оценен музыкальной прессой, а журнал Kerrang! назвал его «самым хорошим рок-альбомом, какой только можно было услышать». Журнал Classic Rock отметил: «Непретенциозный хард-роковый альбом, основанный на сильных песнях и мощном исполнении». Френч и Рейнер также получили высокую оценку за свои продюсерские навыки, «сохранившие звучание классического рока».
Группа выпустила Leaf Hound Live in Japan, концертный альбом, записанный на концерте в Токио в 2012 году, в виде специального лимитированного издания тиражом всего 500 экземпляров, состоящего из виниловой пластинки зелёного цвета, CD и DVD, а также отпечатанного вручную постера. В 2013 году пластинка с другим дизайном обложки была выпущена лейблом Ripple Music на чёрном виниле или в формате CD/DVD; также существовало очень ограниченное издание винила в жёлто-чёрном крапчатом оформлении. Пит Френч покинул Atomic Rooster в начале 2024 года, чтобы возродить свою классическую рок-группу Leaf Hound, в состав которой входят Пит Френч (вокал), Доминик Френч (ударные), Люк Рейнер (гитара) и Пит Герберт (бас-гитара). Leaf Hound только что выпустили свой последний альбом в мае 2025 года под названием Once Bitten с 13 новыми треками на Repertoire Records, снова получившие великолепные отзывы от Classic Rock / Rock Collector / Get ready to Rock / Let it Rock и т. д.

## Наследие
Влияние на других исполнителей
Wolfmother и Tame Impala указали эту группу как оказавшую влияние.

## Дискография
- Leaf Hound (Telefunken, 1970, LP)
- Growers of Mushroom (Decca Records, 1971, LP) – то же, что и Leaf Hound, но с дополнительными треками
- Unleashed (R.A.R.E. Records, 2007, CD)
- Live in Japan (Ripple Music, 2014, CD/DVD)
- Once Bitten (Repertoire Records, 2025, CD/LP)